# السويرقية
السويرقية، وكانت تعرف تاريخيا بـ (السّوارقيّة)، قرية من قرى محافظة المهد، والتابعة لمنطقة المدينة المنورة في السعودية. تقع في جنوب شرق المدينة المنورة، وتبعد عنها بمسافة تقارب (160) كيلو متر، وعن مهد الذهب بمسافة تقارب (70) كيلو متر.

## التاريخ
السوارقية هو اللفظ الصحيح لها وليس كما هو متعارف عليه لدى العامة السويرقية . و تقع السويرقيه في عالية نجد ،على الخط الواصل المدينة المنورة بمهد الذهب وتبعد عن المدينة المنوره حوالي 180 كيلاً في الجنوب الشرقي منها، أما عن موقعها بالنسبة لمهد الذهب فهي تقع في الغرب منه بحوالي 80 كيلاً وموقعها موقع أستراتيجي بالنسبة للمنطقه فهي تتوسط قري صفينه والأصعبيه وهباء. فهي قرية تاريخيه قديمه تاريخها وتاريخ قرية صفينة واحد حيث أنهما من العصر الجاهلي قبل وكان بها سوق كبير يرتاده التجار كل يوم خميس من كل أسبوع والآن لم يبقى منه إلا مسماه وهو بحي تراثي قديم جداً ويعرف إلى الآن بأسم السوق وقد سميت بهذا الاسم نسبةً إلى أبا بكر محمد بن عتيق بن نجم بن أحمد السوارقي الذي كان يسكنها.

### المقدسي
قال المقدسي
«السّوارقيّه كثيره الحصون بها بساتين ومزارع كثيره و مواش.» 

### البکري الاندلسي
قال البکري الاندلسي
«بضمّ أوّله، و بالراء المهملة بعدها قاف و ياء مشددة، على لفظ النسب: قرية جامعة قد تقدّم ذكرها في رسم أبلى، و في رسم الفرع. قال الزّبير: كان ينزلها هشام بن الوليد بن عدىّ الأصغر بن الخيار بن عدىّ ابن نوفل بن عبد مناف بن قصىّ. و روى الزّبير عن عمّه، عن جدّه عبد اللّه ابن مصعب، عن هشام بن الوليد، قال: قال لى خبيب بن عبد اللّه بن الزبير: أرضكم بالسّوارقيّة ما فعلت؟ قلت: على حالها. قال تمسّكوا بها، فإن الناس يوشك أن يجاءون إليها. و قال أبو على الهجرىّ ذكر السّلمى السّوارقية، فقال: هى المستعلف و المستسلف و المستطلف . و قال الحربى: على مسيرة يوم من السّوارقيّة حبس سبل، و هى في حرّة بنى سليم. و الحبس و جمعه أحباس: فلوق في الحرّة تمسك الماء، لو وردت عليها أمّة لو سعتها. قال: و روى أبو البدّاح بن عاصم عن أبيه، قال: سألنا رسول اللّه صلى اللّه عليه و سلم حدثان ما قدم، فقال أين حبس سبل؟ فقلنا: لا ندرى. فمرّ بنا رجل من بنى سليم، فقلت له من أين جئت؟ قال: من حبس سبل. فانحدرت به إلى رسول اللّه ﷺ، فقلت له: زعم هذا أن أهله بحبس سبل. فقال له أخرج أهلك، فيوشك أن يخرج منها نار تضىء أعناق الإبل منها ببصرى.»

### یاقوت الحموي
قال ياقوت الحموي
«
بفتح أوّله وضمّه، وبعد الراء قاف وياء النسبه، ويقال السّويرقيه بلفظ التصغير: قريه أبي بكر بين مكّه و المدينه، وهي نجديه وكانت لبني سليم، فلقي النبيّ، صلّى الله عليه وسلّم، وهو يريد أن يدخلها فسأله عنها فقال: اسمها معيصم، فقال: هي كذلك معيصم لا ينال منها إلّا الشيء اليسير من النخل والزرع، وقال عرّام: السوارقيه قريه غنّاء كبيره كثيره الأهل فيها منبر ومسجد جامع وسوق تأتيها التجار من الأقطار لبني سليم خاصه، ولكل من بني سليم فيها شيء، وفي مائها بعض الملوحه ويستعذبون من آبار في واد يقال له سوارق وواد يقال له الأبطن ماء خفيفا عذبا، ولهم مزارع ونخيل كثيره من موز وتين وعنب ورمان وسفرجل وخوخ ويقال له الفرسك، ولهم إبل وخيل وشاء، وكبراؤهم باديه إلّا من ولد بها فإنّهم ثابتون بها والآخرون بادون حولها ويميرون طريق الحجاز و نجد في طريق الحاج وإلى حد ضريه وإليها ينتهي حدّهم إلى سبع مراحل، ولهم قرى حواليهم تذكر في أماكنها، وقد نسب إليها المحدثون أبا بكر محمد ابن عتيق بن نجم بن أحمد السوارقي البكري فقيها شريفا شاعرا، سار إلى خراسان ومات بطوس] سنه 538، روى عنه أبو سعد شيئا من شعره، منه قوله: 
»

### عبد المؤمن البغدادي
قال عبد المومن البغدادي
«بفتح أوله و ضمه؛ و بعد الراء قاف، و ياء النسبة. و يقال: السّويرقيّة بلفظ التصغير: قرية أبى بكر الصديق رضى اللّه عنه، بين مكة و المدينة، وهي نجديّة بها مزارع و نخل كثير.»

### السمهودي
قال الإمام السمهودي
«السوارقية: (بفتح أوله وضمه وبعد الراء قاف وياء النسبة)، ويقال السويرقية مصغرة، قرية أبي بكر الصديق رضي الله تعالى عنه، وكانت لبني سليم، وقال عرام: هي قرية غناء كبيرة، فيها مسجد ومنبر وسوق. يأتيها النجار من الأقطار ولكل بني سليم فيها شيء، ولهم مزارع ونخيل كثيرة وموز وعنب وتين ورمان وسفرجل وخوخ، ولهم إبل وخيل وشاء وقى حواليهم ويميرون طريق الحجاز ونجد في طريق الحاج.»

## المواقع الأثرية
في السويرقية أثار قديمه جداً توضح مدى الحضارة التي كانت بهذه المنطقة، وبها بعض المآثر الجميلة من كتابات على الأحجار والقصور القلاع القديمة فيها الآن من القصور التاريخية قصر الجودي بأعلى حي العساف، شمالي القرية قصر السوق، وقصر الجصة، وقصر قرآن.

## مركز السويرقية
مركز السويرقية: هو من مراكز فئة (أ)
الموقعيقع المركز في الجزء الغربي من محافظة المهد .
المساحةتبلغ مساحة المركز (1,495كم2)، وتمثل 6,11% من مساحة المحافظة، ويأتي في المرتبة السادسة
السكانيبلغ تعداد السكان (10,000) نسمة، ويأتي في المرتبة الأولى.
بعد المركز عن المحافظةيقع المركز على بعد (64كم) من المحافظة، والطريق المؤدي إليها إسفلتي، ويعتبر المركز في المرتبة الثالثة من حيث القرب من مقر المحافظة.